# Philadelphiai nemzetközi repülőtér
A Philadelphiai nemzetközi repülőtér (IATA: PHL, ICAO: KPHL) az Amerikai Egyesült Államok egyik jelentős nemzetközi repülőtere. Pennsylvania államban, Philadelphiában található.
Éves utasforgalma 24 230 967 fő (1998).

## Futópályák
A repülőtér futópályái:
- 08/26 (5000 ft, 150 ft, aszfalt)
- 09L/27R (9500 ft, 150 ft, aszfalt)
- 09R/27L (12 000 ft, 200 ft, aszfalt)
- 17/35 (6501 ft, 150 ft, aszfalt)

## Forgalom
Az utasforgalom az elmúlt években az alábbi módon változott:
| Utasok száma | 24 230 967 | 23 953 052 | 28 507 420 | 31 768 272 | 30 669 564 | 30 252 816 | 31 444 403 | 29 585 754 | 11 865 006 | 28 131 972 |
|              | 1998       | 2001       | 2004       | 2006       | 2009       | 2012       | 2015       | 2017       | 2020       | 2023       |